# Nécromasse
 (mars 2020).
La nécromasse (du grec ancien : νεκρός / nekrós, « mort ») ou sapromasse (de σαπρός / saprós, « putride ») est la masse de matière organique morte présente dans une parcelle, un volume ou un écosystème donné.
La notion de nécromasse renvoie à celle de biomasse (matière organique vivante). Elle joue un rôle majeur dans le recyclage de la matière organique, et donc pour les puits de carbone, la texture, structure et fertilité des sols (humus) et le recyclage des nutriments.

## Nuances dans les définitions
Pour certains[Qui ?], la nécromasse se limite strictement aux cadavres (animaux, végétaux, fongiques et microbiens). D'autres[Qui ?] incluent également dans la nécromasse tous les déchets produits par les êtres vivants, s'ils sont constitués de matière organique :
- Excréments solides et liquides, mucus, mues, phanères, etc… (pour les animaux) ;
- Troncs, branches, racines, feuilles, fruits morts pour les végétaux…

L'oxygène produit par les plantes ou le CO2 expiré par les animaux sont des excrétas, mais ils ne sont pas de la matière organique. Ils ne sont donc pas comptabilisés dans la nécromasse.
Certains auteurs[Qui ?] distinguent une catégorie particulière dite subnécromasse qui concerne les arbres presque morts comme les arbre moribonds, en sus du bois réellement mort mais non décomposé (nécromasse).
Le nécrobiome est un mot utilisé écologie et en médecine légale et vétérinaire. Il désigne les microorganismes qui se développent sur les cadavres comme substrats (perpétuellement voués à se dégrader) en y formant des écosystèmes et communautés successives de décomposeurs. Autrement dit, il s'agit du cadavre et du « microbiote post-mortem » qui y vit. Y compris chez les végétaux et notamment chez les arbres, ce nécrobiome qui jouent un rôle majeur dans le recyclage de la matière organique et pour les cycles du carbone, de l'azote, du phosphore, etc.
Il peut aussi être étudié pour dater le temps écoulé depuis la mort d'une personne ou d'un autre organismes.

Le nécrobiome est affecté par les activités humaines, y compris au sein de l'espèce humaine avec par exemple le refroidissement des corps, la thanatopraxie et la crémation. De même pour le nécrobiomes des animaux domestiques, ruraux ou urbains qui sont de moins en moins souvent enterrés ou laissés morts dans la nature.

## Nécromasse et sols
Sauf dans les déserts arides et parfois dans les zones tropicales, une grande partie du sol naturel est constituée de nécromasse ou en est le produit de la décomposition.
Ces dernières années[Quand ?], le bois mort a pris une importance particulière en écologie forestière.
Selon les études conduites dans les forêts dites primaires ou peu anthropisées, ou dans la forêt modèle de Fundy,
- dans une forêt tempérée naturelle non exploitée : 30 % du bois présent est mort ; des milliers d'espèces contribuent à sa bonne décomposition, dont 20 % sont des coléoptères et 30 % des champignons[7]. Le Cemagref recommande de conserver du bois mort diversifié, un peu partout, voire une « sylviculture du bois mort »[8] ;
- en forêt tropicale, en raison de la chaleur et de l'humidité, la matière morte est recyclée beaucoup plus vite et le carbone moindrement stocké dans les sols ;
- dans les forêts froides (près des pôles ou en altitude), la décomposition de la nécromasse peut être très ralentie (congélation dans le pergélisol, formation de tourbe, ou décomposition ralentie par le froid) :
  - les sols noirs de prairie ont accumulé de la matière organique issue de la décomposition des plantes et des excréments des herbivores et carnivores,
  - les tourbières comprennent d'énormes quantités de nécromasse accumulée se décomposant mal en raison du manque d'oxygène et parfois de l'acidité du milieu (tourbières à sphaignes par exemple),
  - 20-25 % des espèces forestières dépendraient du bois mort[9].

## Nécromasse et climat
Les combustibles fossiles tels que le pétrole, le gaz naturel, le charbon, comme de nombreuses roches, sont issus d'un lent processus de dégradation de la nécromasse lors duquel le carbone a été séquestré, stabilisé et enfoui. Le cycle de la matière organique est inclus dans le cycle du carbone, dont on connaît maintenant l'importance pour la rétroaction climatique par le vivant.
Une partie de la nécromasse peut être décomposée en produisant du dioxyde de carbone (CO2) et du méthane (CH4) ou brûlée, accentuant le réchauffement climatique.

## Nécromasse et productivité terrestre
| Biome terrestre     | Biomasse | Nécromasse (au sol) | Production primaire nette |
| ------------------- | -------- | ------------------- | ------------------------- |
| Toundra arctique    | 5        | 3,5                 | 1                         |
| Taïga arctique nord | 100      | 30                  |                           |
| Taïga arctique sud  | 330      | 35                  | 7                         |
| Forêt de chênes     | 400      | 15                  | 9                         |
| Prairies, steppes   | 25       | 12                  | 14                        |
| Steppe aride        | 40       | 1,5                 | 4                         |
| Semi-désert         | 1,6      |                     | 0,6                       |
| Savane herbeuse     | 2,7      | 5                   | 7                         |
| Forêt tropicale     | 4        | 10                  | 25                        |
| Forêt équatoriale   | 600      | 2                   | 33                        |
| Cultures            | 4 à 100  | moyenne : 6,6       | Record : 80 Canne à sucre |

## Cycles
Les flux de nécromasse peuvent être étudiés par exemple par unité de volume (en mer) de surface (au sol) ou par couche de sol, notamment grâce à des traceurs isotopiques naturels ou artificiels, au sein d'un compartiment des écosystèmes, ou entre plusieurs compartiments. Ainsi, les cadavres animaux sont-ils généralement rapidement mangés par les nécrophages ou des décomposeurs. Ainsi, des organismes marins peuvent-ils se nourrir de pluies d'excréments et de cadavres "tombant" de la surface.
La nécromasse animale et végétale nourrit des communautés successives de décomposeurs, associant sur les terres émergées étroitement des bactéries et des champignons et les bactéries sous les mers.
On peut aussi parler de flux de matière et d'énergie et d'entropie / néguentropie.
La nécromasse contient de l'énergie ; c'est la première forme fossile de l'énergie solaire accumulée par le végétal puis par les organismes qui s'en nourrissent. Cette énergie est utilisée et pour partie réinjectée dans l'écosystème par les nécrophages et les décomposeurs.
Dans les forêts de zones tempérées ou froides, l'accumulation de débris ligneux grossiers morts au sol suit une évolution théorique parallèle à celle de la biomasse ligneuse aérienne, mais avec un retard dans le temps (de 90 à 150 ans selon le type de forêt). Des maladies, des tempêtes exceptionnelles ou des incendies de forêt peuvent néanmoins bouleverser cette règle.

## Nécromasse et biodiversité
La diversité des espèces et des communautés animales, fongiques et végétales est liée à l'offre en substrats variés et complexes, qui est en grande partie attribuable à la nécromasse végétale (et ligneuse en forêt). Un gros arbre mort peut rester pour plusieurs siècles un support pour des centaines d'espèces.
En zone tempérée, la nécromasse ligneuse (bois mort), quand elle est élevée et si elle est associée à une biomasse et à une diversité spécifique élevées (i.e. beaucoup d'espèces animales et végétales différentes), est un indicateur d'ancienneté et de qualité de l'écosystème forestier. 
En zone tempérée, l'absence de nécromasse ligneuse indique des forêts très exploitées ou surexploitées. C'est pourquoi la présence de nécromasse, et notamment de vieux et gros bois morts est un indicateur retenu pour l'écocertification forestière Forest Stewardship Council (FSC) et recommandé pour le programme de reconnaissance des certifications forestières (PEFC).

### Rien de plus vivant que le bois mort
Un rapport du WWF alertait en 2004 sur le fait que près d'un tiers des espèces (animales, végétales, fongiques..) dépendent de la nécromasse et en particulier du bois mort en forêt. 20-25 % des espèces forestières dépendraient directement du seul bois mort. Or, de nombreux forestiers nettoient tant leurs forêts que le taux d'arbres mort n'y est plus même de un par hectare (l'engagement minimal de l'Office national des forêts en France). Trop éliminer le gros bois mort et les arbres sénescents menace directement de nombreuses espèces indispensables au bon fonctionnement de l'écosystème forestiers (ex : pics, chouettes, hiboux, chauves-souris, écureuils et une multitude d'insectes et champignons qui en temps normal produisent normalement mais lentement le précieux sol forestier).
Une réserve forestière intégrale contiendra souvent 20 fois plus de nécromasse qu'une forêt gérée, tout en regorgeant de vie. Le bois mort attaqué par les champignons et couvert de mousse est peu sensible aux incendies et il produit un sol qui retient bien mieux l'eau (voir colloque de Chambéry sur le bois mort et à cavités).

### Une seconde vie pour les animaux morts
De même, les cadavres de grands et moyens animaux disparaissent-ils de notre environnement, probablement non sans conséquences écologiques.
Les grands carnivores et grands charognards ont disparu de nombreux pays, mais quelques expériences consistant à laisser les cadavres de grands animaux de parcs naturels ou réserves sur place (sauf s'ils sont dans l'eau) ont montré qu'un cadavre de vache pouvait être réduit à l'état d'un squelette bien nettoyé en 12 jours aux Pays-Bas par exemple, dans un environnement riche et complexe.

## Indicateurs
En zone continentale et tempérée, la biomasse du sol en vers de terre et en champignons est considérée comme un bon indicateur de la nécromasse du sol.
La nécromasse est elle-même un bioindicateur.